# Amometo
Amometo (in greco antico: Ἀμώμητος?, Amómetos; fl. IV-III secolo a.C.) è stato uno scrittore greco antico.
Amometo scrisse un'opera sulla popolazione degli Attaci e un'altra intitolata Ἀνάπλους ἐκ Μέμφεως.